# Agrotis epicremma
Agrotis epicremma är en fjärilsart som beskrevs av Edward Meyrick 1899. Agrotis epicremma ingår i släktet Agrotis och familjen nattflyn. Inga underarter finns listade i Catalogue of Life.